# Tectaria plantaginea
Tectaria plantaginea là một loài thực vật có mạch trong họ Dryopteridaceae. Loài này được (Jacq.) Maxon miêu tả khoa học đầu tiên năm 1908.